# Chesterton, Indiana
Chesterton är en stad (town) i Porter County, i delstaten Indiana, USA. Enligt United States Census Bureau har staden en folkmängd på 13 163 invånare (2011) och en landarea på 24,2 km².